# スタルムジェー
スタルムジェー（リトアニア語: Stelmužė）は、リトアニアの地方自治体ザラサイ地区（en:Zarasai district）にある村である。1650年に鋸や鉄釘を使わずに建てられた木造の礼拝堂があり、それはリトアニアにおける最古の木造の宗教的建造物である。スタルムジェーは“奴隷の塔（リトアニア語: Vergų bokštas）”でも知られており、18世紀に石と煉瓦で建設され、農奴の投獄のために使われた長方形の建物である。
村はスタルムジェーの楢で有名で、リトアニア最古であり、ヨーロッパ最古のものの1つである。

## 人口の変遷
- 1923年 - 156名
- 1959年 -  93名
- 1970年 - 148名
- 1979年 - 118名
- 1982年 - 98名
- 1987年 - 99名
- 2001年 - 50名

ギャラリー
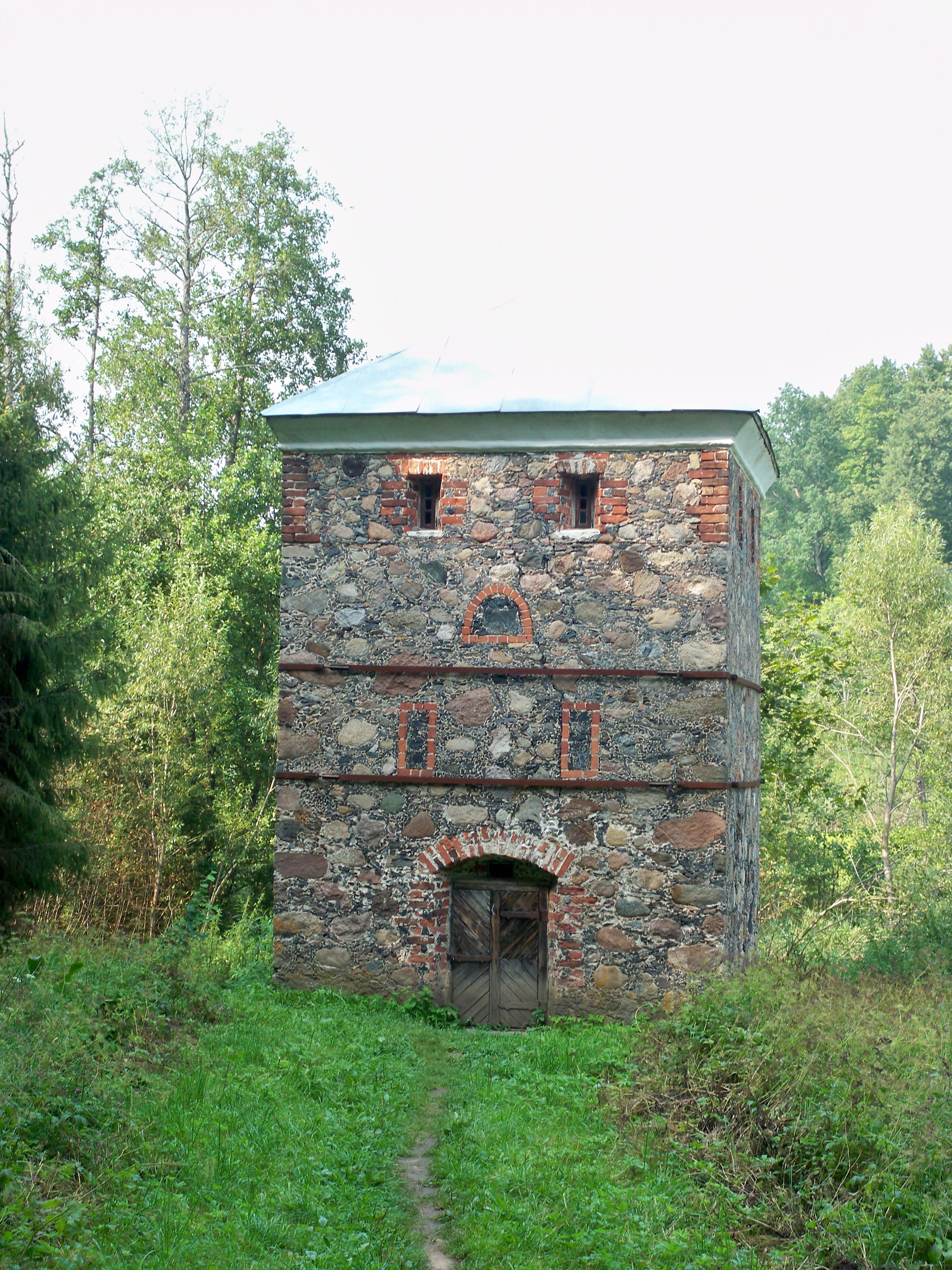
“奴隷の塔”
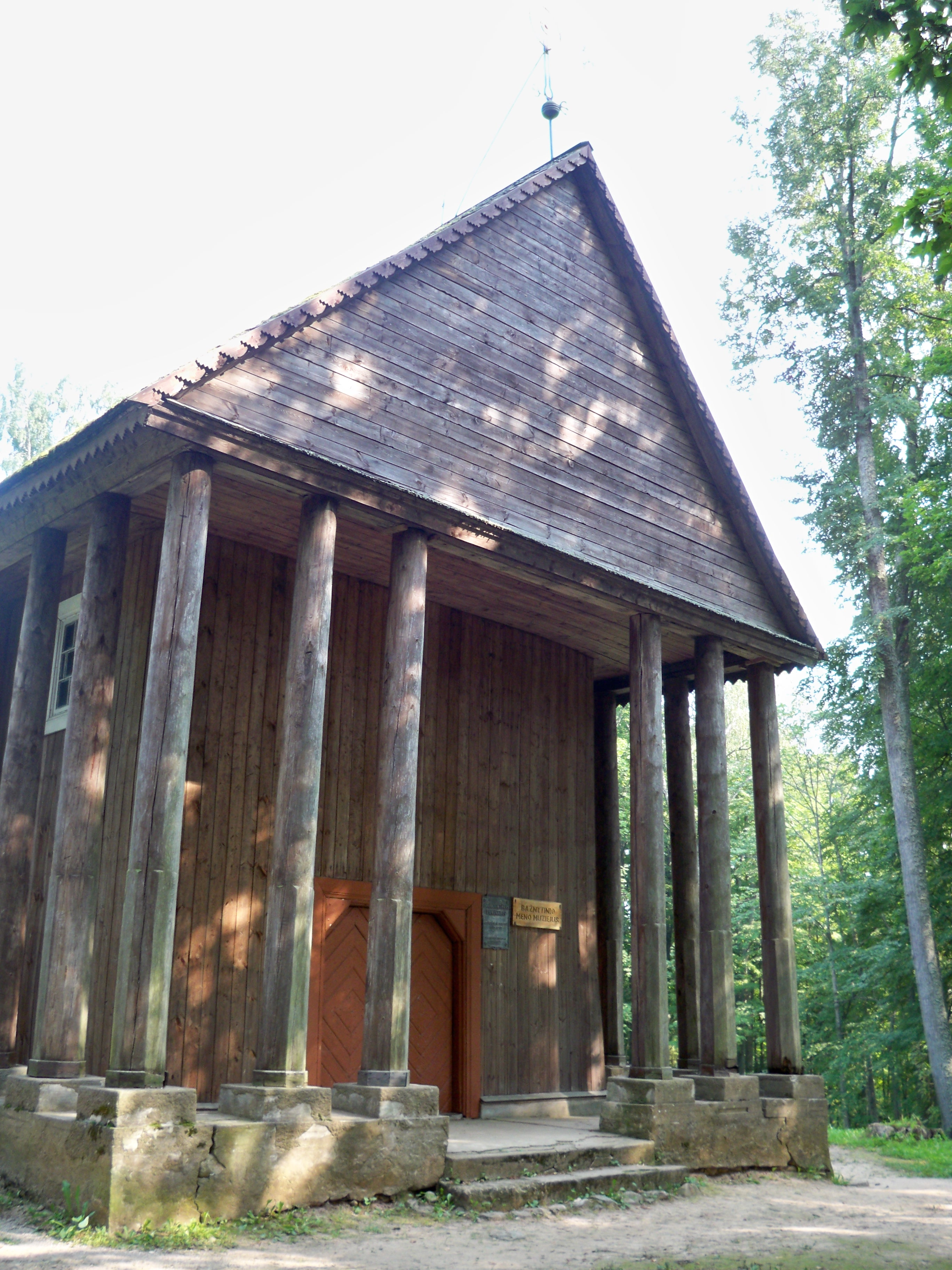
木造の礼拝堂／正面入り口
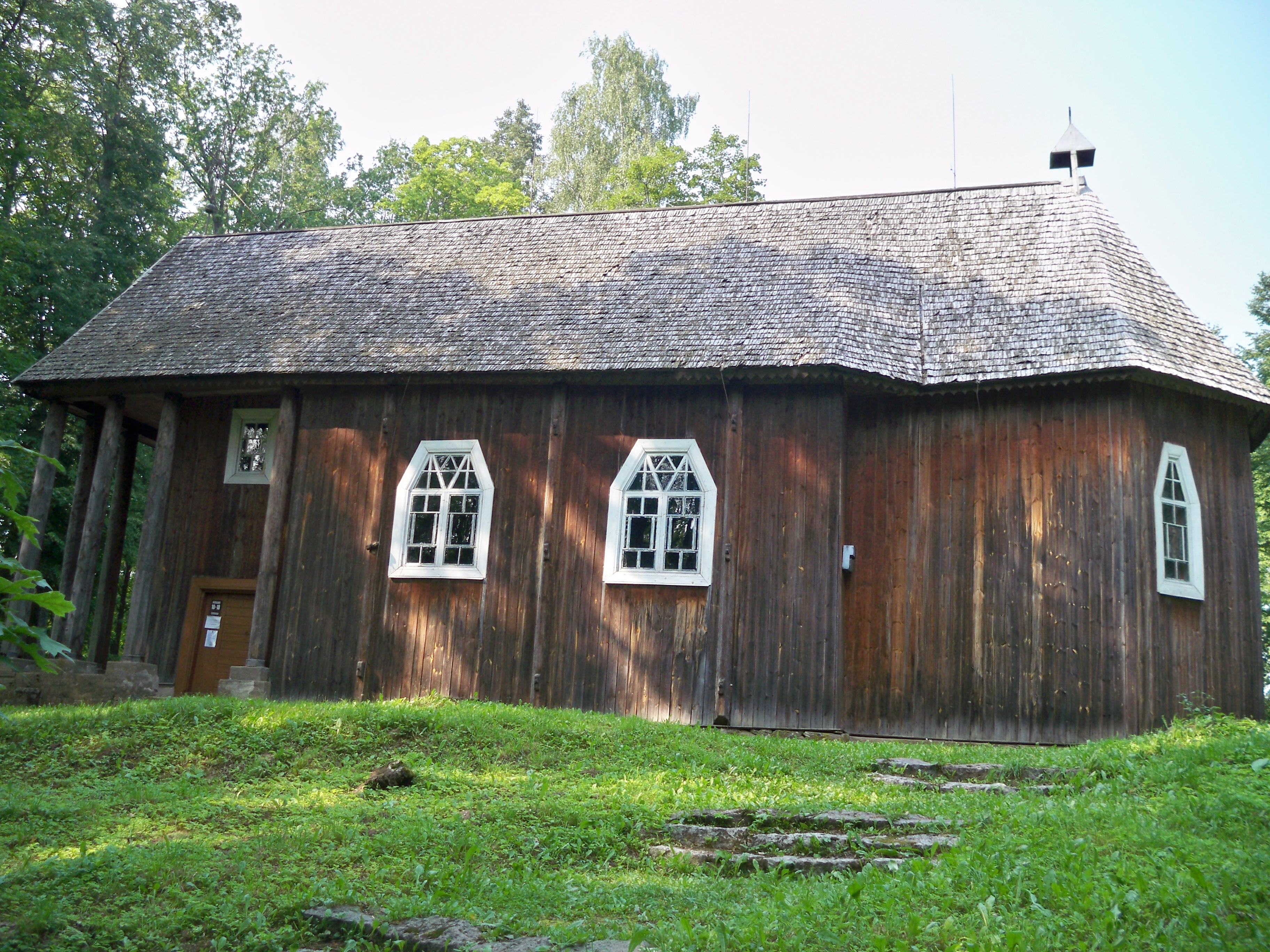
礼拝堂南面
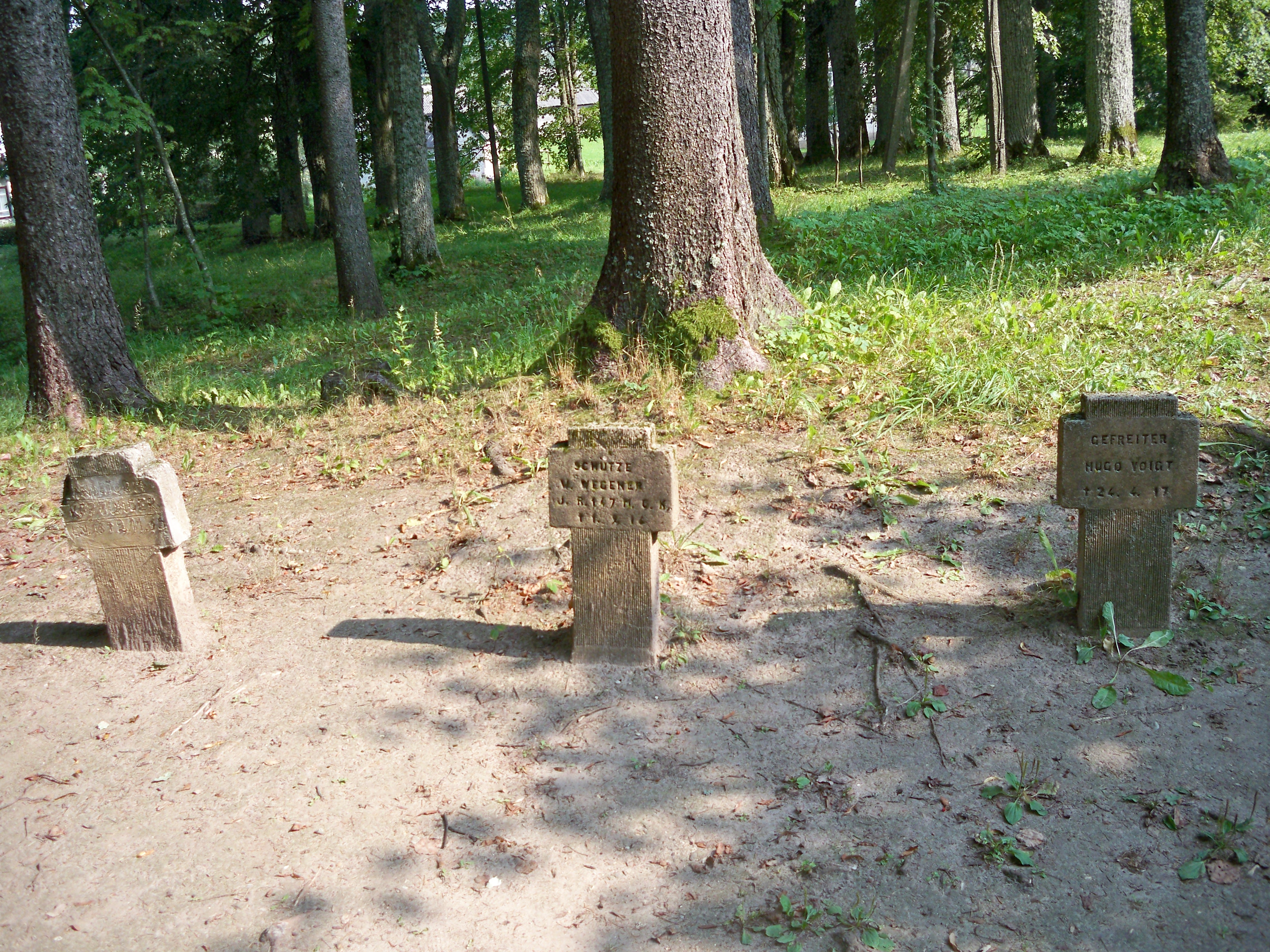
礼拝堂墓地内のドイツ人墓
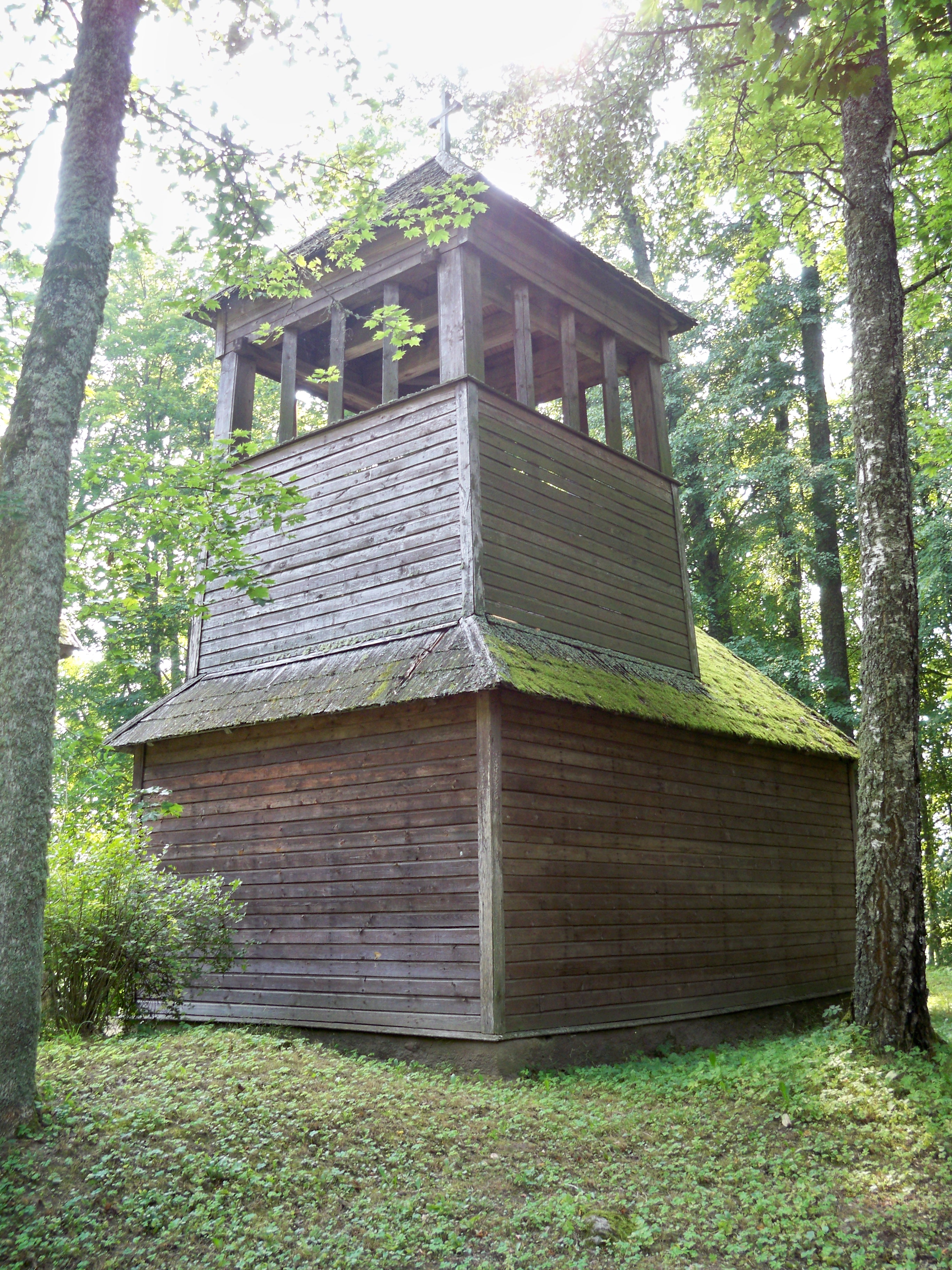
礼拝堂の鐘楼裏手
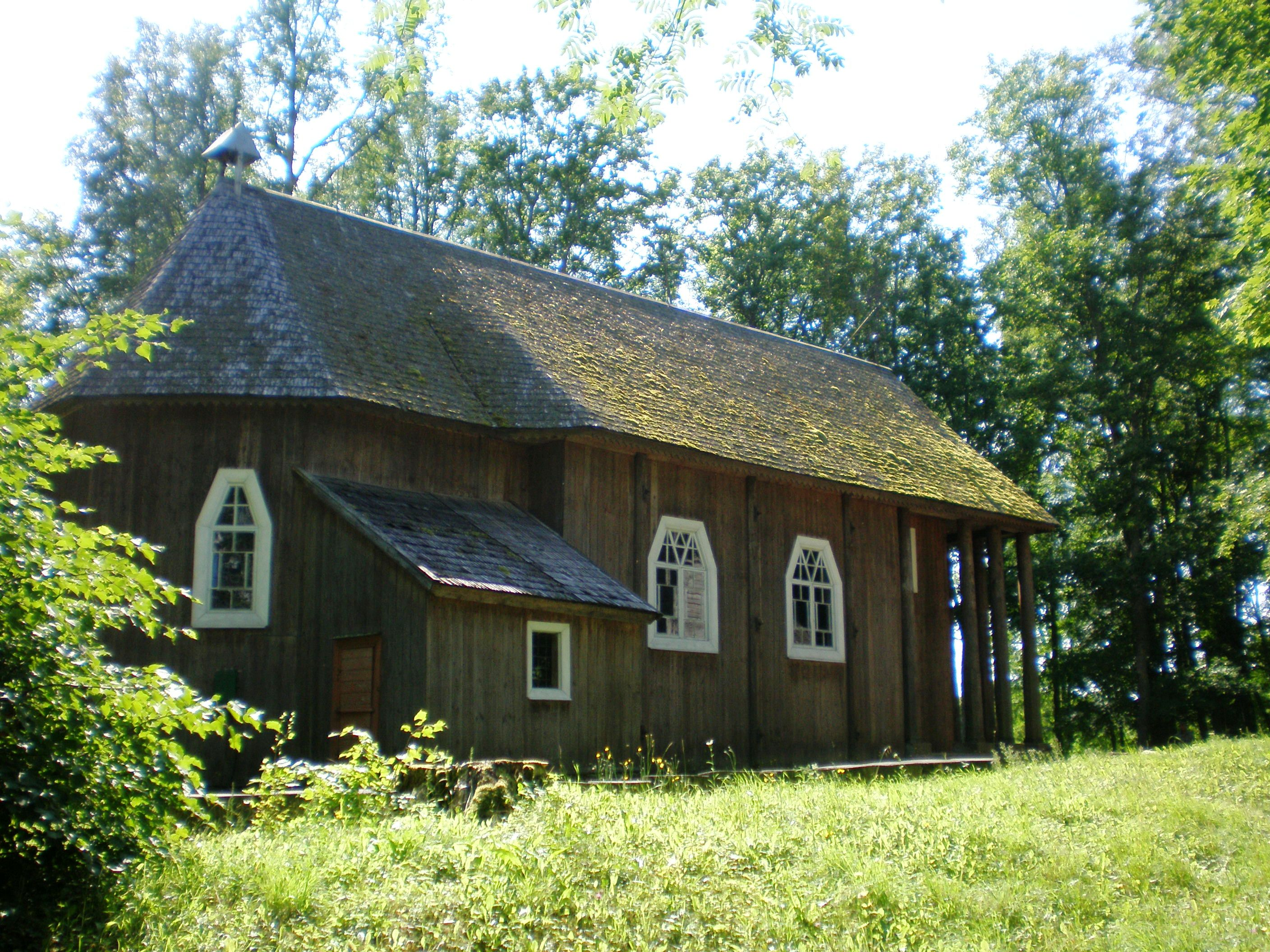
礼拝堂北面
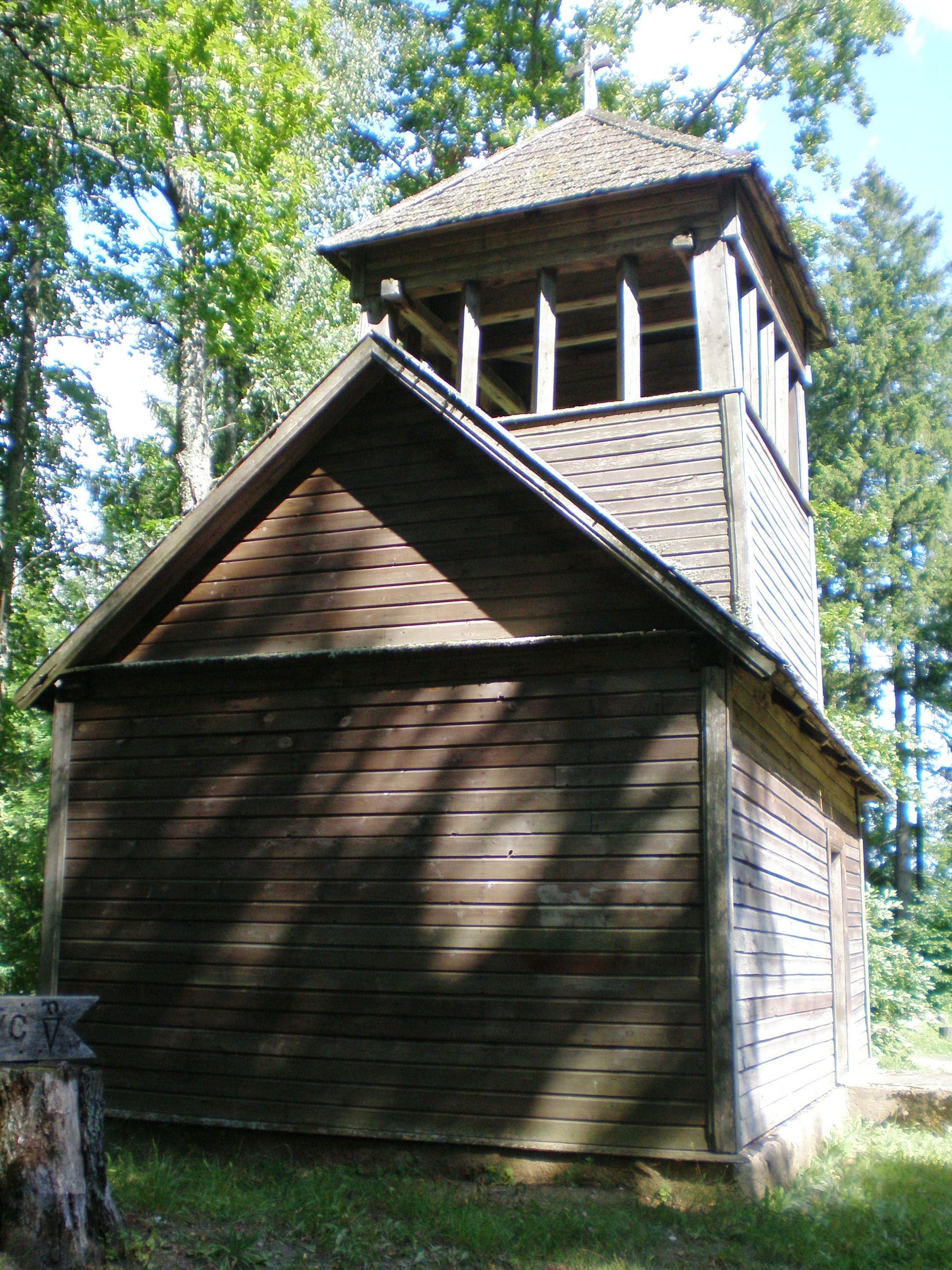
礼拝堂の鐘楼左側面
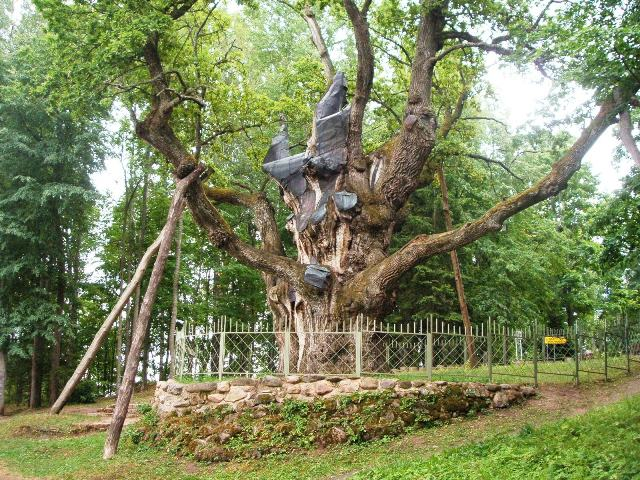
スタルムジェーの楢

## 参考
1. ↑  “Stelmužės ąžuolas (スタルムジェーの楢)” (リトアニア語). Gamtos vertybės (自然のアトラクション).  VšĮ Zarasų rajono turizmo informacijos centras (公共法人ザラサイ地区観光情報センター)]/ZARASŲ RAJONO SAVIVALDYBĖ (ザラサイ地区自治体)]. 2015年2月28日閲覧。 - その楢についての記事。

座標: 北緯55度49分39秒 東経26度13分11秒 / 北緯55.82750度 東経26.21972度